# Gava y Nico
Gava y Nico és un duet valencià emergent.
Originaris de Benimaclet, tenen un estil musical molt peculiar que ells mateixos anomenen «musiketa». Van debutar el 2022 amb l'EP AMOR COMPLEJO, seguit de diversos senzills, d'entre els quals destaca «Carinyet».

## Discografia

### EP
- AMOR COMPLEJO (2022)
- ALBORAIA ES UN LUGAR (2023)

### Senzills
- «Poco a poquito :)» (2022)
- «no lo llevo bien» (2022)
- «Milà i Florència» (2022)
- «Voy a la luna y vuelvo» (2022)
- «Carinyet» (2023)
- "Kodak!" (2023)
- "Al final del dia" (2023)
- "Cansao zzz" (2023)